# Uğur Üngör
Uğur Ümit Üngör (* 1980 in Erzincan) ist ein niederländischer Historiker und Soziologe, der über Völkermorde und Massengewalt forscht.
Üngör wurde in der Türkei geboren und wuchs in Enschede in den Niederlanden auf. Er wurde 2009 an der geisteswissenschaftlichen Fakultät der Universität Amsterdam (UvA) zum Ph.D. promoviert, Thema seiner Dissertation war das Social Engineering der Jungtürken, Nationenbildung und Massengewalt in der Osttürkei vom Staatsstreich 1913 bis zur Mitte des 20. Jahrhunderts. Dafür wurde er 2010 mit dem Erasmus-Dissertationspreis der Stiftung Praemium Erasmianum ausgezeichnet. Er lehrte von 2010 bis 2020 Geschichte an der Universität Utrecht. 2020 wurde er zum Professor für Holocaust- und Genozidforschung an der Universität Amsterdam und am NIOD-Institut für Kriegs-, Holocaust- und Genozidforschung ernannt.
Üngör veröffentlicht vorwiegend im Themenbereich von Massengewalt und Völkermord, vor allem über den Völkermord an den Armeniern und den Völkermord in Ruanda. Sein Buch The Making of Modern Turkey; Nation and State in Eastern Anatolia, 1913–50 (Oxford University Press, 2011) war der Gewinner des Keetje Hodshon Prize, der durch die Königliche Holland-Gesellschaft für Wissenschaft und Humanität verliehen wurde. Am 27. September 2012 wurde Ümit Üngör der Young Scientist Award von der Königlich Niederländischen Akademie der Wissenschaften verliehen.